# Zoo di Pechino (metropolitana di Pechino)
Zoo di Pechino (in cinese: 动物园站S, Dòngwùyuán zhànP), indicata sulla segnaletica ufficiale anche con la dicitura inglese Dongwuyuan (Beijing Zoo), è una stazione della linea 4 della metropolitana di Pechino.
La stazione è entrata in funzione in concomitanza dell'inaugurazione della linea 4, avvenuta il 28 settembre 2009.

## Posizione
La stazione si trova sul lato sud della piazza di ingresso dello Zoo di Pechino, lungo Xizhimen Outer Street, nel distretto di Xicheng. La stazione prende il nome dal vicino zoo di Pechino. Nei pressi della stazione è presente anche un importante hub degli autobus.

## Struttura e impianti
La stazione è strutturata su tre livelli sotterranei: al primo piano sotterraneo è presente un corridoio commerciale che collega il livello stradale all'atrio della stazione; il secondo piano sotterraneo è predisposto per l'atrio, mentre il terzo piano sotterraneo è dedicato alla banchina. La stazione presenta una banchina centrale, con i binari nelle due direzioni disposti a destra e sinistra della banchina. La lunghezza totale della stazione è pari a 189,9 metri, mentre la larghezza è di 20,9 metri.
La stazione di Zoo di Pechino dispone di 5 ingressi, indicati con le lettere A, B, C, D e E. L'accesso A, quello più vicino all'ingresso principale dello zoo, è anche l'unico a disporre di ascensore per l'accesso alle persone con disabilità motorie. L'uscita C collega i passeggeri in direzione dello snodo degli autobus, mentre il D viene utilizzato per raggiungere il Planetario di Pechino. Anche le decorazioni della stazione sono differenti in base al punto di interesse più vicino: il corridoio dell'accesso A, vicino allo zoo, è decorato con murales di animali disegnati dai bambini; il corridoio D, vicino al Planetario, presenta una copertura sul soffitto a tema astronomico.

## Servizi
La stazione dispone di:
- Accessibilità per portatori di handicap (solo uscita A)
- Ascensori (solo uscita A)
- Scale mobili
- Emettitrice automatica biglietti
- Servizi igienici
- Sportello automatico
- Distributori automatici
- Stazione video sorvegliata
- Ufficio polizia

### Orari
Dal 30 dicembre 2010 la linea 4 condivide il percorso con la Linea Daxing; dalla stazione di Zoo di Pechino si operano i servizi come segue:
- Un servizio che copre l'intera tratta, da Anheqiao Nord, da dove inizia la Linea 4, fino a Tiangongyuan, capolinea della Linea Daxing.[10]
- Un servizio ridotto che copre l'intera Linea 4 al quale si aggiunge la fermata Xingong della Linea Daxing, la prima stazione della Linea Daxing, quindi offrendo corse da Anheqiao Nord a Xingong. I passeggeri che intendono proseguire verso sud devono scendere e cambiare binario in direzione Tiangongyuan.[11]

La prima corsa direzione Anheqiao Nord parte tutti i giorni alle 5:32 da Zoo di Pechino, mentre l'ultima alle 23:46. In direzione Tiangongyuan (linea Daxing), il primo treno opera alle ore 5:20 mentre l'ultimo alle 22:57. Inoltre, relativamente al servizio ridotto della linea, l'ultima corsa da Zoo di Pechino parte alle 23:10 e termina a Gongyi Xiqiao alle 23:39.

### Tariffazione
- Zoo di Pechino— Xingong (condiviso con la linea Daxing)
- Zoo di Pechino— Tiangongyuan (condiviso con la linea Daxing)
- Zoo di Pechino— Anheqiao Nord

Dalla stazione di Zoo di Pechino la tariffazione parte da un prezzo di ¥3 (circa €0,40), a seconda della distanza di viaggio totale da percorrere, fino a un massimo di ¥7 (circa €1). Se si usa la carta dei trasporti, il prezzo viene scontato del 20% per le corse dopo una spese di ¥100 (circa €13) in un mese solare, del 50% per le corse dopo i ¥150 (circa €20) di spesa e superati i ¥400 di spesa (circa €52) non ci saranno ulteriori sconti.

### Limitazioni al servizio
A causa del gran numero di passeggeri che confluiscono nella stazione, per via delle numerosi attrazioni presenti nei dintorni della stazioni, tra cui lo Zoo, il Planetario, l'Acquario e il Grande mercato, la fermata Zoo di Pechino viene sospesa nei fine settimana e durante le festività per motivi di sicurezza. Il treno, quindi, passa nei pressi della stazione ma non effettua fermata. I passeggeri dovranno utilizzare le stazioni vicino come Biblioteca nazionale o Xizhimen.

## Interscambi
Fermata autobus

## Incidenti
Alle 9:36 del 5 luglio 2011 una scala mobile della compagnia americana Otis Elevator Company è improvvisamente collassata, causando la morte di una persona e ferendone altre 30. Secondo le indagini preliminari la causa principale dell'incidente è da riscontrarsi nel danneggiamento delle parti fisse della scala mobile, i quali hanno portato allo spostamento dell'unità di azionamento della stessa e alla caduta della catena di trasmissione, portando quindi a malfunzionamenti al sistema frenante e al collasso dei gradini. Dopo l'incidente sono state ispezionate altre 10 scale mobili dello stesso modello, presenti nelle stazioni di Zoo di Pechino e Xizhimen. Le scale mobili ispezionate hanno superato i controlli e sono state rimesse in funzione solamente il 1º gennaio 2012.